# Усаме Зукорлић
Усаме Зукорлић (Константин, 7. март 1992) српски је политичар и правник. Од 2021. обавља функцију председника Странке правде и помирења (СПП).

## Биографија
Рођен је 7. марта 1992. године у Константину.  Етнички је Бошњак. Син је Бошњака Муамера Зукорлића и Арапкиње Умеје Абу Таха Зукорлић. У Новом Пазару је завршио основну и средњу школу, након чега је завршио основне и матер студије на Интернационалном универзитету у Новом Пазару.
Почетком 2010-их постао је члан Странке правде и помирења (СПП), раније познате под називом Бошњачка демократска заједница. Претходно је био председник омладинског крила странке. Након очеве смрти у новембру 2021, постављен је за председника странке.
Предавао је као наставник у медреси Гази Иса-бег и радио као асистент на праву на Интернационалном универзитету у Новом Пазару. Оснивач је Развојно едукативног друштва (РЕД), удружења које је основало БиоСан, ИТСан и Бошњачки ДНК пројекат, чији је координатор. Године 2017. преко свог удружења је помогао оснивање омладинског центра „Гази Синан-бег”.
Године 2015. тврдило се да је уротио нападе у виду објављених текстова који су таргетирали Ђорђа Балашевића. Године 2018. био је умешан у инцидент у којем је наводно физички повукао радника протокола у БНВ, након чега је поднео пријаву против два листа која су објавила лажне тврдње о инциденту.
Непосредно пре него што је изабран за председника Странке правде и помирења, Народна скупштина га је изабрала за заменика председника Републичке изборне комисије (РИК). Изабран је за народног посланика своје странке на општим изборима 2022. Изразио је подршку наставку сарадње СПП и Српске напредне странке, док је током изборне кампање његова странка усредсредила на реформе образовања и антидискриминацијској политици. Након избора изабран је за посланика Народне скупштине. Другог августа 2022. изабран је за потпредседника Народне скупштине.
Другог маја 2024. изабран је за министра без портфеља у влади Милоша Вучевића.

## Ставови
Зукорлић сам наводи да је Сарајево главни град његове матичне државе Босне и Херцеговине као и његов духовни центар.

## Приватни живот
Оженио се 2012. и има четворо деце. Поред матерњег бошњачког, говори и енглески и арапски језик, а солидно познаје и српски језик.